# Генчо Белчев
Генчо Костов Белчев е родом от Копривщица и учителства във взаимното училище там през 1870 – 1876 година. Въвежда в копривщенското първоначално училище звучната метода. Член на копривщенския революционен комитет. При потушаване на Априлското въстание е заточен на доживотен затвор на о. Родос. След Освобождението на България, през 1889 г., е ръкоположен за свещеник.
Умира на 17 юли 1892 година.